# 로테르담 국제 영화제
로테르담 국제 영화제(International Film Festival Rotterdam, IFFR)는 네덜란드 로테르담에서 개최되는 영화제이다. 1972년에 시작하여 매년 1월 말에 개최되고있다.